# Шевченко (Ичнянский район)
Шевченко (укр. Шевченка) — посёлок,
Петрушовский сельский совет,
Ичнянский район,
Черниговская область,
Украина.
Код КОАТУУ — 7421782409. Население по переписи 2001 года составляло 12 человек.

## Географическое положение
Посёлок Шевченко находится на расстоянии в 0,5 км от села Южное.
По селу протекает пересыхающий ручей с запрудой.
К селу примыкает лесной массив.
Рядом проходит автомобильная дорога Т-2515.
Расстояние до районного центра:Ичня : (21 км.), до областного центра:Чернигов (119 км.), до столицы:Киев (161 км.). Ближайшие населенные пункты: Южное 1 км, Луговое, Пролиски и Парафиевка.

## История
- XVII век — дата основания как хутора Чубаревка[3].
- Хутор была приписана к церкви Святителя и Чудотворца Николая в Парафиевке[4].
- В 1960 году переименовано в село Шевченко.